# سوون (مغنية)
كيم سوجونغ ولدت في 7 ديسمبر 1995، تعرف بأسم سوون ، هي مغنية وورابر وقائدة فرقة الفتيات المشهورة جيفريند وعارضة ازياء.

## حياتها
ولدت في سول، كوريا الجنوبية. تدربت في شركة دي إس بي ميديا لمدة 4 سنوات، ثم انتقلت إلى شركة سورس ميوزك وتدربت هناك مدة سنة ونصف وترسمت في فرقة جيفريند في عام 2015. درست في مدرسة Hanlim Multi Art وتخرجت عام 2014, والتحقت بجامعة Sungshin.

## الظهورالفني
- أغنية To Me لفرقة رينبو (2011)[4]
- برنامج Making The Star : DSP BOYZ حلقة 3 (2012)
- أغنية Tell Me, Tell Me لفرقة رينبو (2013)

## معلومات عامة
- اسمها يعني أمنية.
- لديها أخت أكبر سنا.
- عندما كانت طالبة، اعتادت المشاركة في التشجيع.
- تستطيع التحدث باللغة اليابانية.
- صديقة مقربة من نايونغ عضوة بريستن، وجيسيف عضو كارد.
- تدربت إلى جانب فرقة كارد.[5]
- زارت كوريا الشمالية في صغرها.
- تملك كلب يدعى مونجي.
- تحب المأكولات البحرية.
- هي من أسرع العضوات تعلماً للرقص بجانب شينبي.
- مات والدها في 22 يونيو 2018 .
- تستطيع تحدث اللغة الكورية واليابانية.

## روابط خارجية
- سوون على موقع IMDb (الإنجليزية)
- سوون على موقع ميوزك برينز (الإنجليزية)
- سوون على موقع ديسكوغز (الإنجليزية)